# ویارا واتاشکا
ویارا واتاشکا (انگلیسی: Vyara Vatashka؛ زادهٔ ۲۰ فوریهٔ ۱۹۸۰) ژیمناست ریتمیک اهل بلغارستان است.